# مهرام (هريس)
مهرام هي قرية في مقاطعة هريس، إيران. عدد سكان هذه القرية هو 21 في سنة 2006.